# 1955 en Colombie-Britannique
Chronologie de la Colombie-Britannique
- 1951
- 1952
- 1953
- 1954
- 1955
- 1956
- 1957
- 1958
- 1959

Cette page concerne des événements qui se sont produits durant l'année 1955 dans la province canadienne de Colombie-Britannique.

## Politique

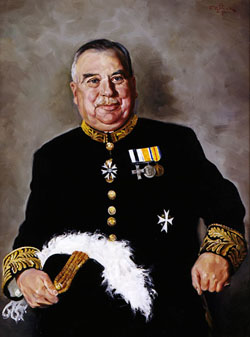
Frank Mackenzie Ross

- Premier ministre : W.A.C. Bennett.
- Chef de l'Opposition : Arnold Webster (en) du Parti social démocratique du Canada
- Lieutenant-gouverneur : Clarence Wallace puis Frank Mackenzie Ross
- Législature :

## Naissances
- 18 juin à Kelowna : Greg Athans, mort le 8 août 2006,  champion de ski acrobatique Canadien spécialiste du ski de bosses. Premier vainqueur de la Coupe du monde de la FIS il s'est également distingué nationalement en ski alpin et en ski nautique.

- 2 août à Victoria : Rick Lapointe, joueur professionnel canadien de hockey sur glace.